# Reformátor
Reformátor v kontextu teologie a historie raného novověku je prosazovatel a propagátor reformace. Reformátoři založili protestantské církve a formovali protestantismus jako dějinný jev. K významným reformátorům patří například Martin Luther, Ulrich Zwingli a Jan Kalvín, vedle nich však v 16. a 17. století existovaly desítky dalších osobností, jež lze charakterizovat jako reformátory.